# Мартина Суха
Мартина Суха  (на словашки: Marina Suchá) е професионална тенисистка от Словакия. Първите си изяви в професионалния тенис Мартина Суха прави през 1996 г., когато започва да участва редовно в състезания, организирани от Международната тенис федерация (ITF).
В професионалната си кариера, словашката тенисистка има спечелени две титили на сингъл на най-високо равнище. Първата датира от 7 януари 2002, когато на турнира в австралийския град Хобарт побеждава испанската си колежка Анабел Медина Гаригес с резултат 7:6, 6:1. Втората си шампионска титла, Мартина Суха печели на 01.11. 2004 г. на турнира „Бел Чалъндж“ в Квебек, където във финалната среща сломява съпротивата на американската тенисистка Абигейл Спиърс със 7:5, 3:6, 6:2.
В турнирните битки, организирани от Женската тенис асоциация (WTA), Мартина Суха има регистрирани в актива си и четири загубени финални срещи. Първата такава датира от далечната 2001 г., когато пред родна публика в Братислава, тя е надиграна от италианката Рита Гранде с резултат 6:1, 6:1. Вторият си загубен финал, словашката тенисистка регистрира на 1 ноември 2004 г., по време на турнира в унгарската столица Будапеща, където е елиминирана от сръбкинята Йелена Янкович със 7:6, 6:3. Отново през 2004 г., този път във финалната среща на турнира в Гуанджоу, Мартина Суха претърпява поражение от натрупващата популярност китайска тийнейджърка На Ли с 6:3, 6:4. В последния си финал през 2006 г., словачката бива победена от американската тенисистка Меган Шонеси на турнира в мароканската столица Рабат с резултат 6:2, 3:6, 6:3.
В турнирите от Големия шлем, Мартина Суха достига веднъж до трети кръг на „Откритото първенство на САЩ“ през 2001 г., където е отстранена от Серина Уилямс и веднъж през 2002 г. до четвърти кръг на „Откритото първенство на Австралия“, където е елиминирана от италианката Адриана Сера Дзанети.
на 2 ноември 2002 г., Мартина Суха е част от представителния отбор на Словакия за „Фед Къп“ заедно с Даниела Хантухова, Хенриета Надьова и Жанет Хусарова, които побеждават испанските си колежки във финалните плейофи и грабват титлата на турнира.